# Pagode Zhenfeng

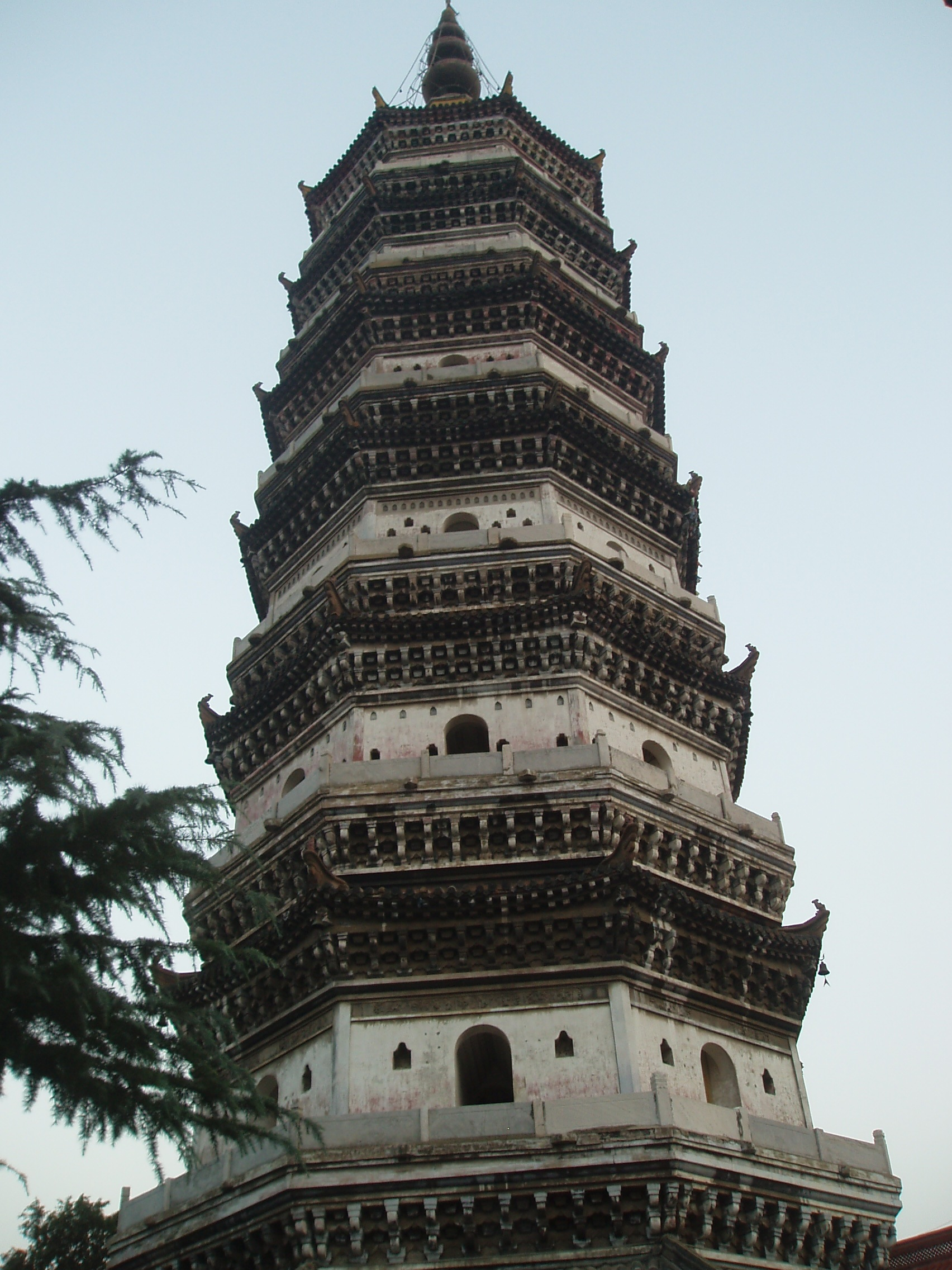
Pagode Zhenfeng

O Pagode Zhenfeng (chinês tradicional: 振風塔, chinês simplificado: 振风塔, pinyin: Zhènfēng Tǎ), localizado na cidade de Anqing, província de Anhui, República Popular da China, é um pagode e foi originalmente construído em 1570 durante a Dinastia Ming. Derivado da sua localização, perto da curvatura do rio Yangtzé, o pagode foi outrora usado como farol, e possui nichos utilizados para lanternas. Após a sua construção, o pagode foi inicialmente denominado de pagode dos "dez mil Budas" (万佛塔) devido às mais de seiscentas estátuas de Buda.

## Estrutura
Construído em tijolo e com 72 metros de altura, cada um dos sete andares do pagode possui sete arestas, criando assim um heptágono. Acima das janelas de cada andar existe um conjunto de beirais curvos. Desde o primeiro até ao sexto andar, portas em arco dão acesso a uma varanda exterior. Um total de 168 escadas dentro do monumento permite o acesso ao piso superior. As paredes são ligeiramente afiladas, dando forma à estrutura coniforme.